# Pago Pago
Pago Pago er hovedstaden i det amerikanske territorium Amerikansk Samoa. Den ligger på vulkanøen Tutuila og har en af de bedste naturlige havne i det sydlige Stillehav, beskyttet af omgivende bjerge. Der er 3.656(2010)indbyggere.